# Ratchanat Aranpiroj
Ratchanat Aranpiroj (tiếng Thái: รัชนาท อรัญไพโรจน์, sinh ngày 22 tháng 6 năm 1996), là một cầu thủ bóng đá người Thái Lan thi đấu ở vị trí tiền vệ cho câu lạc bộ Giải bóng đá Ngoại hạng Thái Lan Chainat Hornbill.